# (5787) 1992 FA1
(5787) 1992 FA1 es un asteroide perteneciente al cinturón de asteroides descubierto el 26 de marzo de 1992 por Seiji Ueda y el astrónomo Hiroshi Kaneda desde el Kushiro Marsh Observatory, Hokkaido, Japón.

## Designación y nombre
Designado provisionalmente como 1992 FA1.

## Características orbitales
1992 FA1 está situado a una distancia media del Sol de 2,251 ua, pudiendo alejarse hasta 2,528 ua y acercarse hasta 1,974 ua. Su excentricidad es 0,123 y la inclinación orbital 4,211 grados. Emplea 1233,90 días en completar una órbita alrededor del Sol.

## Características físicas
La magnitud absoluta de 1992 FA1 es 13,6.